# Julio Pimentel Carbo
Julio Vicente Pimentel Carbo (Guayaquil, 26 de diciembre de 1918- ibidem, 17 de abril de 1988) fue un historiador ecuatoriano.

## Biografía

### Familia y primeros años
Nació en la ciudad de Guayaquil hijo de Julio Pimentel Marín, coheredero de la hacienda ganadera "Santa Mariana" ubicada en Vinces; y de Rosa Esther Carbo Macias. Naturales de Vinces y Guayaquil respectivamente.
Buena parte de su niñez la pasó en las haciendas de Santa Mariana y La Julia, esta última hallada en Puebloviejo la cual era administrada por su padre. En 1929 se estableció en Guayaquil con su familia en un chalet propiedad del Canónigo Pedro Pablo Carbó quien era su tío, ubicada en la esquina de la Calle Eloy Alfaro y Avenida Olmedo. Luego pasó a una casa ubicada frente al parque Montalvo.

### Estudios y carrera
Fue matriculado en la escuela Modelo después al Instituto Nacional donde se graduó de Contador Mercantil y en 1939 se gradúa de Bachiller en Humanidades Modernas en el colegio Vicente Rocafuerte. Ese año ingresa a la Facultad de Jurisprudencia de la Universidad de Guayaquil en donde por su afición por la lectura fue designado Ayudante de la biblioteca General de dicha universidad. En 1945 se gradúa de Licenciado en Ciencias Sociales. Ingresa en el 46 como Ayudante a la Secretaría del Cuerpo de Bomberos de Guayaquil. Al año siguiente asciende a secretario. Pedro Robles y Chambers lo inició en las investigaciones genealógicas, ampliando la información que poseía con los hallados en la Biblioteca Rolando y los archivos parroquiales del Sagrario y Matriz en Guayaquil y Daule respectivamente. Ingresa al Centro de Investigaciones Históricas con un discurso titulado "El Gobernador del Guayas en 1862-64. Vicente de Piedrahita Carbo". En 1951 fundó los Cuadernos de Historia y Arqueología del Núcleo Guayas de la Casa de la Cultura dirigiendo sus primeros 11 números. En 1954 fue a dictar cátedra en la Universidad de Guayaquil sobre Historia Universal. En ese mismo año ingresa al Instituto de Cultura Hispánica, el presidente de esta institución le otorgó una beca para realizar investigaciones en el Archivo General de Indias de Sevilla. Viajando el año de 1955. Casi un año y medio se mantuvo en España visitando a más del mencionado archivo los de Trujillo y Madrid. Tuvo que aprender paleografía en el momento pero como el tiempo no le fue favorable hizo de conseguir películas de microfilmes de documentos del siglo XVI y cuadernos manuscritos con datos de interés del siglo XVIII. En esa estadía por tierras españolas halla un documento  del Consejo de Indias donde encontró que el Hospital de Guayaquil hoy llamado Hospital Luis Vernaza, es el más antiguo del Ecuador. Entre 1960-62 ocupó por dos periodos el Decanato de la Facultad de Filosofía y Letras. Entre 1964 y el 68 ejerció la secretaría de la Corte Superior de Justicia de Guayaquil. Fungía como secretario del Centro de Investigaciones Históricas y nunca estuvo de acuerdo con el proyecto para formar el Archivo Histórico del Guayas. Su maestro en la historia fue Pedro José Huerta. Falleció acostado en su casa a los 70 años de edad.

## Obras

### Artículos
- El Gobernador del Guayas en 1862-64. Vicente de Piedrahita Carbo.
- Un escaño en las cortes españolas.
- Los esclavos de un siglo, 6 p.
- Las tres vértices del corazón Sanmartiniano, 4 p.
- Dos cartas inéditas de Olmedo, 6 p.
- El ABC periodístico de Olmedo, 20 p.
- Nuestro primer barco a vapor, 5 p.
- La primera noche de Diciembre de 1886, 4 p.
- Los célebres José de la Revolución, 6 p.
- Una famosa excomunión, 13 p.
- Composición del poder Judicial en el estado libre de Guayaquil, 12 p.
- El primer Alcalde de la ciudad de Santiago el Capitán Antonio de Rojas, 4 p.
- La primera galera sudamericana se construyó en Puna en el siglo XVI, 15 p.[3]
- Obras civiles y militares en el Guayaquil en el último tercio del siglo XVIII, 27 p.
- ¿Dónde está Amay?, 3 p.
- La Revolución de Octubre de 1820 en el Diario del Virrey de la Pezuela, 34 p.
- Alegato de Olmedo para no seguir en el Congreso Constituyente del Perú, 10 p.
- El último Corregidor de Portoviejo, 9 p.
- En Guayaquil se juró la ultima Constitución española, 6 p.
- Las visitas de Lord Cochrane a Guayaquil, 10 p.[4]
- El baluarte de la Concepción del siglo XVIII en Guayaquil.
- Las reflexiones de Olmedo.
- La Historia de Benzoni.
- Gitanos en la Audiencia de Quito en el siglo XVI.
- Casa de Armas y almacén de pólvora en Guayaquil en 1776.
- Caminos y medios de transporte en nuestro primer siglo colonial, 35 p.
- De lo que va de ayer a hoy en los caminos del Ecuador.
- Curiosos derechos señalados a un Escribano del Cabildo de Guayaquil.
- Escudos de armas solicitados por antiguos pobladores de Guayaquil y Portoviejo.
- Poco y mucho sobre la fundación de Guayaquil, 40 p.
- El Piloto Mayor y las primeras naves españolas en el Pacífico.
- Guayaquil en la revolución quiteña de las Alcabalas.
- De Capellán de las Galeras Reales a capellán de Guayaquil.
- Los esclavos negros en América.
- Pedro Carbo fundó.
- Cinco más uno.
- Circunscripción eclesiástica del litoral ecuatoriano.
- Llámase Bolívar para que independice el Perú.
- Algunas riquezas del litoral vislumbradas en el primer siglo colonial.[5]
- De los archivos extranjeros (transcripción).[6]
- Más alto que ellos, los árboles.[7]
- Testamento de Olmedo.[8]

### Editor
- Fundación de la Facultad de Medicina en Guayaquil (1948).
- Apuntes para la historia de la Facultad de Filosofía Pedagogía y Letras (1949).